# Bromeliohyla bromeliacia
Bromeliohyla bromeliacia és una espècie de granota de la família dels hílids que es troba a Belize, Guatemala, Hondures i Mèxic. Viu als boscos humits de clima tropical o subtropical. Està amenaçada per la pèrdua del seu hàbitat natural.